# ミート・ザ・ユートピア
『ミート・ザ・ユートピア』（原題: Deface the Music）は、アメリカ合衆国のロックバンドであるユートピアの5作目のスタジオ・アルバムである。1980年9月24日にベアズヴィル・レコードから発売された。1979年に制作された本作は、ビートルズへのオマージュ作品となっており、ジャケット写真もビートルズのアルバム『ミート・ザ・ビートルズ』を意識したものとなっている。

## 構成
アルバム『ミート・ザ・ユートピア』は、ビートルズの楽曲の様式を模倣したアルバムとなっており、音楽性はサイケデリック、チェンバー・ポップ、マージービートなど多岐にわたる。作家のデヴィッド・ルールセンとマイケル・ラーソンは、アルバムからシングル・カットされた「抱きしめたいぜ」について「ビートレスクなシングル」と見なしている。
音楽雑誌『ローリング・ストーン』のデヴィッド・フリックは、「抱きしめたいぜ」について「『抱きしめたい』『アイ・ソー・ハー・スタンディング・ゼア』『シー・ラヴズ・ユー』、そして『ラヴ・ミー・ドゥ』から拝借したハーモニカからなる魅力的なハイブリッド」と見なした。また、「ユア・マザー・シュッド・ノウ・ザ・ホイ・ホリィ」について「『ペニー・レイン』を再考したような」楽曲、「ミッシェルの微笑み」について「『ミッシェル』風」の楽曲、「エヴリバディ・フィールズ・フォーエヴァー」について「アイ・アム・ザ・ウォルラス」と「ストロベリー・フィールズ・フォーエバー」のハイブリッドと見なした。音楽評論家のスティーヴン・トマス・アールワインは、「ユア・マザー・シュッド・ノウ・ザ・ホイ・ホリィ」の元ネタとして「ペニー・レイン」、「エリナー・リグビーはどこへ」の元ネタとして「エリナー・リグビー」を挙げた。音楽雑誌『ビルボード』は「フィクシング・ア・ホール・イズ・ゲティング・ベター」について「『ゲッティング・ベター』とあらゆる点で似ているリックで始まり、魅力的なマッカートニー風のメロディーと歌唱法で進行する」曲と説明した。また「ユア・マザー・シュッド・ノウ・ザ・ホイ・ホリィ」について「ホエン・アイム・シックスティ・フォー」や「ハニー・パイ」と関連づけている。日刊紙『ワシントン・ポスト』のリチャード・ハリントンは、「マックスウェルズ・シルバー・ハンマー・イズ・オールウェイズ・レイト」を「リンゴタイプの曲」と見なした。

## 評価
| 専門評論家によるレビュー | 専門評論家によるレビュー |
| レビュー・スコア         | レビュー・スコア         |
| 出典                     | 評価                     |
| ------------------------ | ------------------------ |
| AllMusic                 | [ 7 ]                    |
| Rolling Stone            | [ 9 ]                    |

音楽評論家のスティーヴン・トマス・アールワインは5つ星満点中4つ星をつけ、同じくビートルズのパロディ作品を発表しているラトルズと比較した。音楽雑誌『ビルボード』は、「ラングレンとユートピアの魔法は、優れた技術も相まって『サージェント・ペパー』時代や長い間恋しかった活動初期のビートルズの音楽が持つ魅力や利口さを蘇らせた」と評した。
日刊紙『ワシントン・ポスト』のリチャード・ハリントンは、「（『マジカル・ミステリー・ツアー』に至るまで）ビートルズへの敬意を表した愛情のこもった模倣的な」アルバムとする一方で、「精巧に作られていてすぐれているが、結局はやりたい放題な作品」と評した。

## 収録曲
| 全作詞・作曲: ユートピア。 |                                                                          |            |            |      |
| #                          | タイトル                                                                 | 作詞       | 作曲・編曲 | 時間 |
| 1.                         | 「抱きしめたいぜ」(I Just Want to Touch You)                             | ユートピア | ユートピア | 2:00 |
| 2.                         | 「キャント・バイ・ミー・クリスタル・ボール」(Crystal Ball)               | ユートピア | ユートピア | 2:00 |
| 3.                         | 「泣きたいダンス」(Where Does the World Go to Hide)                      | ユートピア | ユートピア | 1:41 |
| 4.                         | 「アクト・シリィリィ」(Silly Boy)                                        | ユートピア | ユートピア | 2:20 |
| 5.                         | 「ホワイル・マイ・ロンリネス・ジェントリー・ウィープ」(Alone)            | ユートピア | ユートピア | 2:10 |
| 6.                         | 「エイト・デイズ・ア・ウィーク・イズ・ノット・ライト」(That's Not Right) | ユートピア | ユートピア | 2:37 |
| 7.                         | 「ドライヴ・マイ・カー・トゥ・ホーム」(Take It Home)                     | ユートピア | ユートピア | 2:53 |
| 合計時間:                  | 合計時間:                                                                | 15:41      |            |      |

| 全作詞・作曲: ユートピア。 |                                                                                     |            |            |      |
| #                          | タイトル                                                                            | 作詞       | 作曲・編曲 | 時間 |
| 1.                         | 「ユア・マザー・シュッド・ノウ・ザ・ホイ・ポリィ」(Hoi Poloi)                       | ユートピア | ユートピア | 2:33 |
| 2.                         | 「エリナー・リグビーはどこへ」(Life Goes On)                                        | ユートピア | ユートピア | 2:21 |
| 3.                         | 「フィクシング・ア・ホール・イズ・ゲティング・ベター」(Feel Too Good)               | ユートピア | ユートピア | 3:04 |
| 4.                         | 「マックスウェルズ・シルバー・ハンマー・イズ・オールウェイズ・レイト」(Always Late) | ユートピア | ユートピア | 2:22 |
| 5.                         | 「ミッシェルの微笑み」(All Smiles)                                                  | ユートピア | ユートピア | 2:27 |
| 6.                         | 「エヴリバディ・フィールズ・フォーエヴァー」(Everybody Else Is Wrong)               | ユートピア | ユートピア | 3:38 |
| 合計時間:                  | 合計時間:                                                                           | 16:25      |            |      |

### CD（1988年盤）
1988年盤のみ、収録曲の邦題が原題のカタカナ表記となっている。
1. アイ・ジャスト・ウォント・トゥ・タッチ・ユー
2. クリスタル・ボール
3. ホエア・ダズ・ザ・ワールド・ゴー・トゥ・ハイド
4. シリー・ボーイ
5. アローン
6. ザッツ・ノット・ライト
7. テイク・イット・ホーム
8. ホイ・ポロイ
9. ライフ・ゴーズ・オン
10. フィール・トゥー・グッド
11. オールウェイズ・レイト
12. オール・スマイルズ
13. エヴリボディ・エルス・イズ・ロング

## チャート成績
| チャート (1980年)           | 最高位 |
| --------------------------- | ------ |
| US Billboard Top LPs & Tape | 65     |